# El casament del meu ex
El casament del meu ex (títol original en anglès, Destination Wedding) és una pel·lícula de comèdia dramàtica romàntica estatunidenca del 2018 escrita i dirigida per Victor Levin. És protagonitzada per Winona Ryder i Keanu Reeves com dues persones que es coneixen mentre assisteixen al mateix casament a Paso Robles. Es va estrenar als Estats Units el 31 d'agost de 2018. S'ha doblat al català.

## Sinopsi
En Frank i la Lindsay es coneixen en un avió que els porta a un casament en una regió vinícola del centre de Califòrnia, i la seva relació comença amb el peu esquerre. Per acabar-ho d'adobar, resulta que el nuvi, el germanastre d'en Frank, amb qui té molt mala relació, és l'ex de la Lindsay, que també hi va acabar de mala manera. Després d'acceptar d'ignorar-se mútuament, descobreixen amb indignació que els han aparellat en totes les activitats del cap de setmana i que a l'hotel, els han posat en habitacions contigües. Obligats a conviure, la Lindsay i en Frank descobreixen que, a més de la necessitat de tenir sempre l'última paraula, també tenen el mateix sentit de l'humor i el mateix cinisme davant de la vida i especialment de l'amor.

## Repartiment
- Winona Ryder com a Lindsay
- Keanu Reeves com a Frank
- DJ Dallenbach com a Ann
- Ted Dubost com a Keith
- D. Rosh Wright com la mare d'en Frank
- Greg Lucey com el padrastre d'en Frank
- Clint Dubost com el pare de la núvia
- Donna Lynn Jones com la xicota del padrastre d'en Frank

## Producció
La producció va tenir lloc al centre de Califòrnia l'agost de 2017. La banda sonora de la pel·lícula va ser composta per William Ross. Segons Variety, el pressupost de producció va ser de 5 milions de dòlars.

## Estrena
El novembre de 2017, Aviron Pictures va adquirir els drets de distribució de la pel·lícula, i la va estrenar sota la seva marca Regatta el 31 d'agost de 2018.
El casament del meu ex va guanyar 2,2 milions de dòlars a la taquilla de tot el món.